# Петро Чхеїдзе
Петро Чхеїдзе (груз. პეტრე ჩხეიძე) — грузинський дипломат. Надзвичайний і Повноважний Посол Грузії в США (1993—1994). Постійний представник Грузії при Організації Об'єднаних Націй (1992—2002). Посол Грузії в Туркменістані та Афганістані (2002—2004) Член Президії Асамблеї народів Грузії.

## Життєпис
З серпня 1993 по липень 1994 рр. — Перший надзвичайний і повноважний посол Грузії в Сполучених Штатах Америки
У 1992—2002 рр. — Постійний представник Грузії в ООН, під час перебування в Нью-Йорку Петро Чхеідзе активно працював над газовими питаннями Туркменістану. Петро Чхеїдзе за дорученням президента Грузії Едуарда Шеварднадзе активно консультувався з великими корпораціями, які займалися перерозподілом євразійського «енергетичного ринку».
З 11 червня 2002 по 20 липня 2004 — Надзвичайний і Повноважний посол Грузії в Туркменістані та Афганістані.